# Magyar Imre (sportlovas)
Magyar Imre (Tarpa, 1910. november 6. – Keszthely, 1974. április 1.) magyar lovasedző, díjlovas, a Magyar Királyi Testőrség Spanyol Lovasiskola főidomárja. 
 

## Élete
A magyar és nemzetközi lovassport kiemelkedő alakja volt. Kilencgyermekes törpebirtokos fiaként került a komáromi huszárokhoz. Felfigyeltek rendkívüli tehetségére és Örkénybe vezényelték a Lovagló és Hajtótanárképző Iskolába. Ennek elvégzése után, tekintettel kiváló eredményeire, a Magyar Királyi Testőrség spanyol lovas-iskolája főidomárjává léptették elő. Az intézmény a Bécsi Spanyoliskola mellett világviszonylatban is a lovas-művészet legmagasabb szintjén működött A háború után edzőként dolgozott, de versenyzett is. 1953-tól a magyar díjlovagló válogatott tagja. Nemzetközi sikerei mellett 1957-1964 között megszakítás nélkül nyolc alkalommal volt országos bajnok, amellyel elnyerte a „Magyar díjlovaglás örökös bajnoka” címet. 1965-től 1970-ig, nyugdíjba vonulásáig a keszthelyi Agrártudományi Egyetem lovas szakosztályának edzője volt. 1964–1974 között Keszthelyen lakott. 1974-ben Keszthelyen halt meg, de a tapolcai temetőben nyugszik, magyar zászlóval letakart koporsójában. 2005. június 19-én a negyedik hagyományőrző huszártalálkozó alkalmával Diszelben Győrffy Villám András lovas-panziójának falán emléktáblát avattak tiszteletére. Emlékére lovasversenyt szerveznek minden évben Keszthelyen és lovas egyesület is viseli a nevét.  

## Eredményei
Díjlovas magyar bajnok: 1954, 1957, 1958, 1959, 1960, 1961, 1962, 1963, 1964 

## Művek
- Magyar Imre, Győrffy-Villám András. Iskolalovaglás. Budapest: Mezőgazdasági kiadó (1988)
- Magyar Imre. Életem a lovakkal. Nagyvázsony - Veszprém: Viza Kft. (2010)